# Condado de Kewaunee
El condado de Kewaunee (en inglés: Kewaunee County), fundado en 1874, es uno de 72 condados del estado estadounidense de Wisconsin. En el año 2000, el condado tenía una población de 20,187 habitantes y una densidad poblacional de 23 personas por km². La sede del condado es Darlington.

## Geografía
Según la Oficina del Censo, el condado tiene un área total de 2,809 km², de la cual 887 km² es tierra y 1,921 km² (68.41%) es agua.

### Condados adyacentes
- Condado de Door (norte)
- Condado de Manitowoc (sur)
- Condado de Brown (oeste)

## Demografía
En el censo de 2000, había 20,187 personas, 5,549 hogares y 20,187 familias residiendo en el condado. La densidad poblacional era de 23 personas por km². En el 2000 había 8,221 unidades habitacionales en una densidad de 9 por km². La demografía del condado era de 98.56 blancos, 0.15% afroamericanos, 0.27% amerindios, 0.00% asiáticos, 0.13% isleños del Pacífico, 0.27% de otras razas y 0.57% de dos o más razas. 0.76% de la población era de origen hispano o latino de cualquier raza.

## Localidades

### Ciudades y pueblos
- Ahnapee
- Algoma
- Carlton
- Casco
- Casco
- Franklin
- Kewaunee
- Lincoln
- Luxemburg
- Luxemburg
- Montpelier
- Pierce
- Red River
- West Kewaunee

### Áreas no incorporadas
- Alaska
- Casco Junction
- Dyckesville
- East Krok
- Krok
- Pilsen
- Rankin
- Rio Creek
- Rosiere (parcial)
- Ryans Corner
- Walhain